# بیلی بنر
بیلی بنر (انگلیسی: Billy Banner؛ 1878 – ۱۹۳۶ (۵۷−۵۸ سال)) بازیکن فوتبال بود.